# Festivalul național de romanțe „Crizantema de Aur”
Festivalul național de romanțe „Crizantema de Aur” este un eveniment muzical ce are loc an de an în Târgoviște. Evenimentul este organizat de către Primăria Municipiului Târgoviște, Consiliul Local al Municipiului Târgoviște, Consiliul Județean Dâmbovița, Centrul Județean de Cultură Dâmbovița și Teatrul „Tony Bulandra” Târgoviște, în colaborare cu Centrul Cultural pentru UNESCO ”Cetatea Romanței“ Târgoviște.

## Ediții

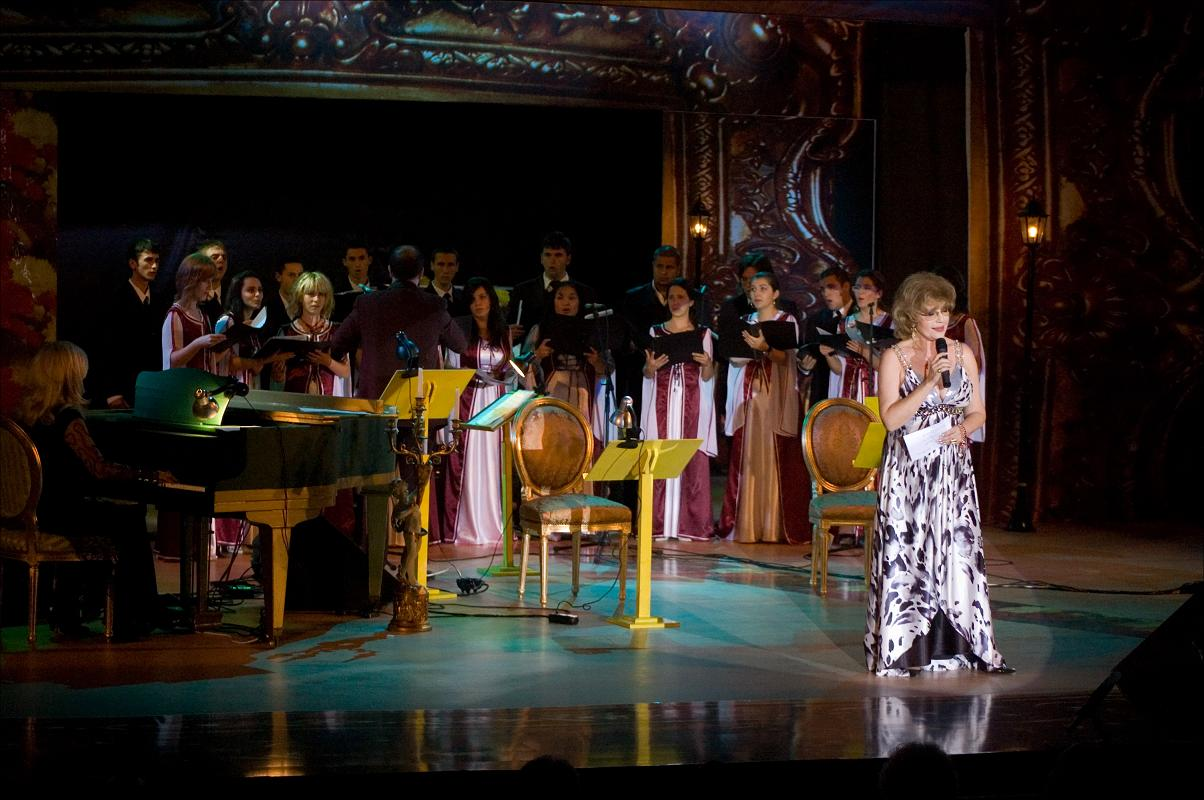
Corina Chiriac la Ediția 2009.

Prima Ediție a Crizantemei de Aur a debutat la Târgoviște în iarna anului 1968. De-a lungul anilor, Festivalul a reunit nume de prestigiu din viața muzicalǎ româneascǎ.
Ediția a 42-a (2009) a Festivalului a avut ca temă România interbelică. Publicul i-a putut vedea pe Felicia Filip prezidând juriul festivalului, pe Dana Săvuica prezentând o lansare de carte a lui Paulo Coelho, pe Stela Popescu și Alexandru Arșinel, pe Corina Chiriac sau pe Nelu Ploieșteanu susținând recitaluri de zile mari. În program a mai fost prezent și un spectacol inedit susținut de actorii din trupa Teatrului Nottara (regia Diana Lupescu), musical-ul: „Tandrețe, amor și dor – melodii de altădată”. 
Pe scena Festivalului Crizantema de Aur 2009 au mai urcat: Pușa Ionescu, Ștefania Chițulescu, Bogdan Hresnic și Mariana Luca, trupele „Guilty Lemon” și „HEADLINER” (jazz), Gliceria Gaciu și actorii teatrului „Mihai Popescu” din Târgoviște cu un recital de poezie, Silvia Goncear, una dintre câștigatoarele unei ediții anterioare, Constantin Florescu și ale sale amintiri despre festival. Anul acesta a avut loc și prima ediție a Premiilor de Excelență „Ionel Fernic”.
Ediția a 55-a (2022) a Festivalului a adus, pe lângă concursul de interpretare, lansări de carte și de CD-uri, recitaluri. Maestrul  Eugen Doga și-a lansat cartea ,,Viața mea așa cum a fost să fie’’, dar și cele două CD-uri ,,Drumul amintirilor’’ și ,,Păstrați iubirea’’. La rândul său și îndrăgitul interpret Paul Surugiu și-a lansat cartea ,,Confesiuni. Cu sufletul pe scena vieții’’ (carte, plus CD). A treia lansare de carte i-a aparținut lui Narcis Avădanei, cu lucrările ,,Nebun de dragoste’’ și ,,Tăinuind o lumină’’.